# Lemmus sibiricus
Lemmus sibiricus е вид бозайник от семейство Хомякови (Cricetidae).

## Разпространение
Видът е разпространен в Русия (Камчатка).